# Caroline Haslett
Pour les articles homonymes, voir Haslett.
Caroline Harriet Haslett (17 août 1895 – 4 janvier 1957) est une ingénieure en électricité et féministe britannique. Elle est la première secrétaire de la Women's Engineering Society (Société des Femmes Ingénieures), fondatrice et rédactrice en chef du journal de la WES, The Woman Engineer (La Femme Ingénieure). 
Elle est cofondatrice et première directrice de l'Electrical Association for women. Son intérêt va particulièrement à la manière dont l'électricité peut profiter aux femmes en les libérant de la corvée de ménage. Au début des années 1920, quelques maisons seulement ont de la lumière ou du chauffage d'origine électrique, sans même parler d'appareils électriques plus sophistiqués ; le Réseau national électrique n'existe pas encore. 

## Biographie

### Enfance
Caroline Haslett est née à Worth, qui fait maintenant partie de la ville de Crawley dans le Sussex de l'Ouest. Elle est la fille aînée de Robert Haslett, un employé des services de signalisation des chemins de fer militant pour le mouvement coopératif, et son épouse Caroline Sarah (Holmes).
Après sa scolarité à Haywards Heath, elle suit une formation de secrétariat commercial à Londres. Au début de la Première Guerre Mondiale, elle est employée par la compagnie de chaudières Cochran comme secrétaire. Elle rejoint la Women's Social and Political Union (WSPU). À sa demande, elle est transférée dans les ateliers de Cochran. Elle obtient un diplôme d'ingénieure en suivant une formation, d’abord à Londres, puis à Annan, Dumfriesshire. C’est à cette époque qu’elle devient une pionnière dans le monde professionnel et le domaine électrique.

### Carrière
(septembre 2018).
Si vous disposez d'ouvrages ou d'articles de référence ou si vous connaissez des sites web de qualité traitant du thème abordé ici, merci de compléter l'article en donnant les références utiles à sa vérifiabilité et en les liant à la section « Notes et références ».
En juin 1920, elle participe à la création d’Atalanta, une société de femmes ingénieures.
En novembre 1924, elle cofonde avec Laura Annie Wilson l’Electrical Association for women, association créée pour promouvoir les bénéfices de l'électricité domestique. En 1934, l'association publie un manuel d'électricité pour les femmes, publication qui est mise à jour jusque dans les années 80. En 1935, l'association inaugure à Bristol une maison témoin nommée All Electric House, équipée de multiples appareils ménagers électriques. Caroline Haslett est la première directrice de l'EAW, poste qu’elle occupe jusqu’en 1956, devant le quitter pour raisons de santé. Elle édite le journal The Electrical Age entre 1924 et 1956.
En 1925 la Women's Engineering Society (WES) capte l’attention du public lors de l’organisation d’un conférence spéciale à Wembley, en association avec la Première Conférence des Femmes de Science, de l’Industrie et du Commerce. Cette conférence est ouverte par la Duchesse d’York (par la suite La Reine Mère, Elizabeth) et est présidée par Nancy, Lady Astor, la première femme à posséder un siège à la Chambre des Communes. Cet évènement permet à Caroline Haslett de se faire connaître du grand public. Elle reste secrétaire de la WES jusqu’en 1929, année où elle en devint secrétaire honorifique. Elle est présidente de cette organisation de 1940 à 1941.
Haslett fut l’unique femme britannique à participer à la World Power Conference de Berlin en 1930 et elle représenta la Grande-Bretagne lors des conférences ultérieures. Margaret Partridge, une des présidentes de la WES, décrit les activités publiques d’Haslett, durant les vingt années qui suivirent, comme étant extraordinaires. Elle fut membre du British Institute of Management de 1946 à 1954, de l’Industrial Welfare Society, de la National Industrial Alliance, de l’Administrative Staff College et du  King's College of Household and Social Science. Elle fut gouverneur de la London School of Economics, du Queen Elizabeth College, et du Bedford College for Women. On la trouve également membre du Central Committee on Women's Training and Employment, membre du conseil et vice-présidente de la Royal Society of Arts 1941–55. Présidente de la British Federation of Business and Professional Women. Membre de la Women's Consultative Committee et de l’Advisory Council of the Appointments Department, membre de la Correspondence Committee on Women's Work of the International Labour Office. Elle est également la première femme à être faite Companion of the Institution of Electrical Engineers (IEE).
En 1932, la National Safety First Association (précurseure de la Royal Society for the Prevention of Accidents) a étendu ses activités dans le domaine de la sécurité au foyer, et Caroline Haslett fut nommée Présidente de l’Home Safety Committee, un poste qu’elle gardera jusqu’en 1936. Elle fut la première vice-présidente de cette association en 1937.
Durant la Seconde Guerre Mondiale, elle fut l’unique femme (et la seule experte en sécurité) du comité de vingt personnes assemblées par l’IEE pour examiner les besoins d’installations électriques dans la Grande Bretagne de l'après-guerre. Une étude faisant partie des « Post-War Building Studies ». L’une des recommandations d’importance fut la création d’un nouveau modèle de prise de courant. Afin d’assurer la sécurité des enfants, les trous des prises devaient être protégés par des obturateurs. Cela donna la norme BS1363.
Haslett devint vice-présidente de la Fédération Internationale des Affaires et des Femmes Professionnelles en 1936 et présidente de cette organisation en 1950. Elle fut la première femme à présider un groupe de travail gouvernemental : la Chambre de Commerce de l’Industrie de la Bonneterie, de 1945 à 1946. Pendant plusieurs années elle fut membre de l’Institut Royal des Affaires Internationales et de l’Institution Royale. Elle fut sélectionnée par la Société de Développement de la Ville de Crawley, en devint la vice-présidente en 1948 puis fut  présidente de 1953 à 1954, de la  British Electricity Development Association. Elle représenta le gouvernement du Royaume Uni lors de missions d’affaires aux États-Unis, Canada et Scandinavie. Après la Seconde Guerre Mondiale, elle joua un rôle important dans les conférences organisées pour les femmes Allemandes par les autorités Britanniques et Américaines.
Selon Margaret Partridge, le principal accomplissement de la carrière d’Haslett est sa nomination en 1947 comme membre de la British Electricity Authority (BEA), renommé par la suite Central Electricity Authority. La BEA baptise même un de ses navires Dame Caroline Haslett en son honneur et crée un comité offrant des bourses d’études et de voyages pour ses membres.

### Dernières années
Elle prit sa retraite et vécut avec sa sœur, la biographe Rosalind Messenger, à Bungay dans le Suffolk, où elle mourut des suites d'une thrombose coronarienne le 4 janvier 1957. Elle avait fait le vœu d'être incinérée par électricité.

## Publications
On compte parmi les publications de Caroline Haslett :
- The Electrical Handbook for Women (1934)
- Teach Yourself Household Electricity (en collaboration avec E. E. Edwards, 1939)
- Munitions Girl : Un Manuel pour les Femmes servant dans l’Armée (1942)
- Problems Have No Sex (1949)

Elle écrit aussi de nombreux rapports techniques et articles pour la presse.

## Distinctions
En reconnaissance de ce que Haslett a fait pour les femmes, elle est faite Commandeure de l’Ordre de l’Empire Britannique en 1931. En 1947, le rang  de Dame Commander of the Order of the British Empire est créé en son honneur. Elle est élue Companion of the Institution of Electrical Engineers (IEE) en 1932. À partir de 1950 et jusqu'à sa mort, elle est Juge de Paix pour la Ville de Londres. Un plaque bleue, sur Haslett Avenue East, est érigée en son honneur par le Conseil des Arts de la Ville de Crawley et d’EDF. Il existe également une école primaire ‘Caroline Haslett’ à Milton Keynes, Buckinghamshire.[réf. nécessaire]